# Şiir Eloğlu
Şiir Eloğlu (* 6. Dezember 1965 in Istanbul) ist eine deutsch-türkische Schauspielerin, die in Berlin und Köln lebt und arbeitet.

## Leben

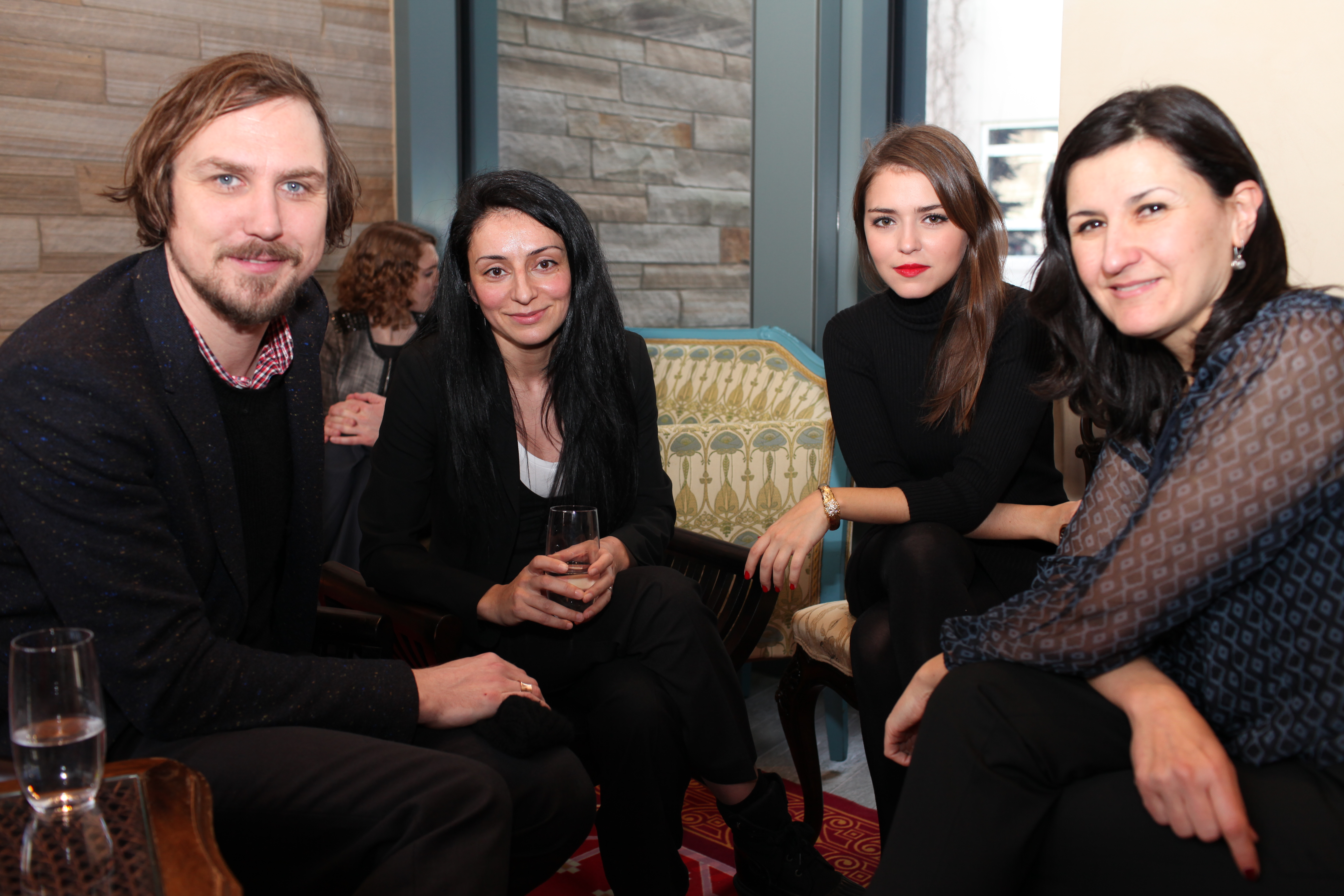
Von links: Lars Eidinger, Yasemin Şamdereli, Ava Celik und Şiir Eloğlu (2014)

Als Vierjährige kam Şiir Eloğlu von Istanbul nach Köln. Der Name Şiir, zu Deutsch „Gedicht“, ist auf ihren Vater Metin Eloğlu (1927–1985) zurückzuführen, einen Maler und Lyriker, der in den 1960er und 1970er Jahren mit bedeutenden Literaturpreisen ausgezeichnet wurde.
Nach dem Abitur in Köln studierte Eloğlu vier Jahre an der Abteilung Schauspiel der Hochschule des Saarlandes für Musik und Theater in Saarbrücken. Erste Engagements führten sie anschließend nach Erlangen, Oberhausen und ans Kölner Schauspielhaus.
Erste Dreherfahrungen machte sie 1991 bei dem Kinofilm Happy Birthday, Türke! von Doris Dörrie. In ihrem ersten Tatort spielte sie an der Seite von Ulrike Folkerts. Einem größeren Publikum wurde Eloğlu zwischen 1993 und 1996 durch ihre Rolle der Assistenzärztin Dr. Nesrin Ergün in der RTL-Serie Stadtklinik bekannt.
Ende 1997 zog sie nach Berlin. Es folgten Fernseh- und Kino-Produktionen sowie Theaterengagements, unter anderem am Düsseldorfer Schauspielhaus, wo sie in Antigone und Sieben gegen Theben mitwirkte.
Ihre erste internationale Kinoproduktion war der Schweizer Film 180° – Wenn deine Welt plötzlich Kopf steht, der unter der Regie von Cihan Inan in Zürich gedreht wurde. Zum internationalen Ensemble gehörten Sophie Rois, Christopher Buchholz, Sabine Timoteo und Michael Neuenschwander. Der Film lief auf den Festivals in Antalya und Saarbrücken, im kanadischen Sudbury, in Marrakesch sowie im spanischen Ourense (Preis für Bestes Drehbuch).
In der Kinoproduktion Almanya – Willkommen in Deutschland unter der Regie von Yasemin Şamdereli ist sie in der Rolle der Leyla Yılmaz zu sehen. Der Film wurde beim Deutschen Filmpreis mit einer silbernen Lola ausgezeichnet. Von 2014 bis 2015 spielte sie in der Seifenoper Lindenstraße des Ersten die Architektin Suna Kaya.

## Filmografie
- 1991: Happy Birthday, Türke!
- 1992: Tatort – Falsche Liebe (TV-Reihe)
- 1992–1996: Stadtklinik (TV-Serie)
- 1997: Kinderärztin Leah – Auf der Flucht (TV-Reihe)
- 1998: Tatort – In der Falle (TV-Reihe)
- 1998: Alphateam – Die Lebensretter im OP (TV-Serie)
- 1998: Auslandstournee
- seit 2004: Der Dicke/Die Kanzlei (TV-Serie)
- 2005–2006: Die Anrheiner (TV-Serie)
- 2007: Evet, ich will!
- 2007: Notruf Hafenkante – Die türkische Braut (TV-Serie)
- 2008: Die Schimmelreiter
- 2009: Danni Lowinski (TV-Serie)
- Seit 2010: Gute Zeiten, schlechte Zeiten (TV-Serie)
- 2010: 180° – Wenn deine Welt plötzlich Kopf steht
- 2010: Tatort – Leben gegen Leben (TV-Reihe)
- 2011: Der Verdacht (TV-Film)
- 2011: Almanya – Willkommen in Deutschland
- 2011: Marco W. – 247 Tage im türkischen Gefängnis
- 2011: Tatort – Im Abseits
- 2013: Tatort – Machtlos
- 2013: 5 Jahre Leben
- 2013: Sitting Next To Zoe
- 2014: Einmal Hans mit scharfer Soße
- 2014: Kückückskind
- 2014–2015: Lindenstraße (TV-Serie)
- 2015: Nachspielzeit (Fernsehfilm)
- 2015: Der Kriminalist – Im Namen des Vaters
- 2016: Goster
- 2016: Mordkommission Istanbul – Im Zeichen des Taurus (Teil 1 und 2)
- 2017: Aus dem Nichts
- 2017: Teheran Tabu
- 2017: Die Familie (Fernsehfilm)
- 2018: Heldt (Fernsehserie, Doppelfolge Dinner mit Verbrechen)
- 2019: Servus, Schwiegersohn!
- 2020: Matze, Kebab und Sauerkraut
- 2020–2021: Bettys Diagnose (Fernsehserie, 2 Folgen)
- 2021: Servus, Schwiegermutter!
- 2022: Tatort – Finsternis
- 2022: Wir könnten genauso gut tot sein
- 2022: Beule – Zerlegt die Welt
- 2025: Das Licht

## Hörspiele (Auswahl)
- 2003: Daren King: Boxy und Star – Regie: Michael Schlimgen (WDR)
- 2009: Sevgi Demirkaya und Kenan Zöngör: Das Kofferkind – Regie: Uwe Schareck (WDR)
- 2021: Andreas Steinhöfel: Rico, Oskar und das Mistverständnis (Kinderhörspiel) – Judith Lorentz (WDR)
- 2024: Thorsten Nagelschmidt: Arbeit (Hörspiel-Serie) – Regie: Ralf Haarmann (RBB/WDR/MDR)[1]
- 2024: Fatma Aydemir: Dschinns – Regie: Florian Fischer (NDR)
- 2025: Jette Volland: Forever Club (Mystery-Hörspiel-Podcast) – Regie: Jette Volland (WDR)[2]